# Eleccions generals andorranes de 1963
Les eleccions andorranes de 1963 es van celebrar el 12 de desembre de 1963 per renovar la meitat del Consell General i la meitat dels Consells de Comú de les 6 parròquies d'Andorra.

## Sistema electoral
Tenien dret a vot els homes amb més de 25 anys que disposessin de nacionalitat andorrana, així com els homes que estiguessin casats amb una dona andorrana i tinguessin com a mínim un fill major d'edat. Per poder-se presentar com a candidat, calia tenir 30 anys.
La legislació andorrana no va legalitzar els partits polítics fins a l'aprovació de la Constitució l'any 1993, així que tots els candidats eren independents de manera oficial. Tot i això estaven permeses les agrupacions polítiques.
A les eleccions al Consell General es renovaven la meitat dels escons (12 de 24). Cada parròquia formava una circumscripció i escollia 2 consellers, tret de la parròquia d'Andorra la Vella, on el quart d'Andorra i el quart de les Escaldes formaven circumscripcions separades, escollint un conseller cadascun. A les eleccions comunals es renovaven la meitat de càrrecs de consellers de cada parròquia, que eren escollits per a un període de 4 anys. El nombre de consellers de cada comú era variable. A Andorra la Vella el quart de Les Escaldes i el quart d'Andorra la Vella escollien els consellers de comú en circumscripcions diferents. També s'escollien els Comissionats del Poble, és a dir, els encarregats de fiscalitzar l'activitat econòmica de cada comú.
En totes dues eleccions s'utilitzava un sistema majoritari plurinominal amb segona volta, on cada votant podia votar a tants candidats com candidats s'haguessin d'escollir. Els candidats s'agrupaven en candidatures. Estava permès que un candidat formés part de més d'una candidatura al mateix temps. En algunes parròquies era permès repartir el vot, votant a candidats de llistes diferents. En d'altres, era requisit votar a candidats de tots els quarts de la parròquia per poder considerar el vot com a vàlid. Els vots nuls i blancs no eren considerats com a vàlids. Per poder ser escollit, calia haver rebut més de la meitat dels vots vàlids. En cas que després de l'elecció quedessin escons vacants, es realitzava una segona volta al cap d'una setmana.
Els consellers elegits van jurar el càrrec el dia 28 de desembre per poder prendre possessió del seu càrrec el dia 1 de gener de l'any següent, per a un període de 4 anys.
Els cònsols majors i menors de cada parròquia eren elegits pels consells de comú per a un període de 2 anys. El síndic general i el subsíndic eren escollits pel Consell General per a un període de 3 anys.

## Resultats

### Eleccions al Consell General
Tots els consellers van ser escollits a la primera volta. La participació va ser del 67,37%. La participació més baixa es va registrar a Canillo, on va votar un 29,7% del cens. A les Escaldes, en canvi, es va registrar el màxim de participació de tot el país, amb un 90,4%.

#### Total nacional
| Independents        |       | 100  | 12 |
| Vots nuls           |       | –    | –  |
| Total               | 675   | 100  | 12 |
| Cens/participació   | 1.002 | 67,4 | –  |
| Font: La Vanguardia |       |      |    |

#### Resultat per parròquia
| Canillo             | Canillo             | Pere Font                  | 41 | 1 |
| Canillo             | Canillo             | Josep Areny Calvà          | 34 | 1 |
| Encamp              | Encamp              | Serafí Reig                | 57 | 1 |
| Encamp              | Encamp              | Pere Font Creixells        | 36 | 1 |
| Encamp              | Encamp              | Josep Mas                  | 32 |   |
| Ordino              | Ordino              | Joan Armengol              | 25 | 1 |
| Ordino              | Ordino              | Joaquim de Riba            | 23 | 1 |
| La Massana          | La Massana          | Joan Gabriel Cabanes       | 66 | 1 |
| La Massana          | La Massana          | Marcel Grau Montané        | 66 | 1 |
| Andorra la Vella    | Andorra la Vella    | Bonaventura Armengol Julià | 89 | 1 |
| Andorra la Vella    | Les Escaldes        | Narcís Calls Vall          | 81 | 1 |
| Andorra la Vella    | Les Escaldes        | Estanislau Sangrà          | 77 |   |
| Sant Julià de Lòria | Sant Julià de Lòria | Antoni Pintat Argelich     | 73 | 1 |
| Sant Julià de Lòria | Sant Julià de Lòria | Francesc Escudé Ferrero    | 73 | 1 |
| Font: La Vanguardia |                     |                            |    |   |

### Eleccions comunals
| Parròquia           | Quart               | Consellers de comú electes                                                         | Comissionats del poble electes |
| ------------------- | ------------------- | ---------------------------------------------------------------------------------- | ------------------------------ |
| Canillo             | Canillo             | Antoni Font Albert Torres Pere Gabriel Antoni Torres Albert Naudi Francesc Mandicó | Josep Mandicó Josep Puebra     |
| Encamp              | Encamp              | Josep Marsal Josep Bonell Antoni Vergés                                            | Antoni Pau Mitjavila           |
| Ordino              | Ordino              | J. Tena Joan Naudi Artur Coma Joaquim Montaner                                     | Joan Regué                     |
| La Massana          | La Massana          | Josep Rosich Secundí Camps Antoni Naudí Francesc Molné Daniel Nillat               | Pere Montané Joan Fité         |
| Andorra la Vella    | Andorra la Vella    | Manuel Pons Ricard Salvador Josep Benfill                                          | Antoni Calvet                  |
| Andorra la Vella    | Les Escaldes        | C. Serra Sansa Josep Aldesa                                                        | Miquel Espelt                  |
| Sant Julià de Lòria | Sant Julià de Lòria | Climent Travesset Ramon Feralba Enric Bastida Josep Torné Antoni Sancho            | Valentí Vila Amadeu Rosell     |
| Font: La Vanguardia |                     |                                                                                    |                                |